# پارک چاویانگ
پارک چاویانگ (朝阳公园) پارکی در محوطهٔ کاخ شاهزادهٔ سابق در ناحیه چاویانگ پکن است. ساخت این پارک در ۱۹۸۴ آغاز شد. این پارک با ۲٫۸ کیلومتر طول و ۱٫۵ کیلومتر عرض بزرگترین پارک پکن است. مساحت کل آن ۲۸۸٫۷ هکتار است که ۶۸٫۲ هکتار آن آب است و بقیه به فضای سبز اختصاص دارد.